# Volutaria canariensis
Volutaria canariensis là một loài thực vật có hoa trong họ Cúc. Loài này được Wagenitz miêu tả khoa học đầu tiên năm 1991.